# Mariah O’Brien
Mariah Waterfall O’Brien (ur. 1971 w stanie Ohio) – amerykańska aktorka filmowa i telewizyjna. W latach 1992–2006 małżonka aktora Giovanniego Ribisi z którym ma córkę Lucię (ur. 6 sierpnia 1997). Jej matka Jackie O’Brien jest również aktorką. Wystąpiły razem w filmie Together & Alone.

## Kariera
Zadebiutowała małą rolą w 1992 w dramacie Czekam na ciebie w Laramie u boku Brooke Adams, Fairuza Balk oraz Ione Skye. Wystąpiła także w komediodramacie Być jak John Malkovich w reżyserii Spike'a Jonze, komedii kryminalnej Brylanty, sensacji Terrorysta, a także w dreszczowcu Ekipa wyrzutków. Główną rolę zagrała w filmach Puzzled (2001) oraz Ordinary Madness (2001). Pojawiła się także u boku męża w filmach Jakaś dziewczyna (1998) oraz Pussykat (2000). Najbardziej znaną kreacją aktorską O’Brien jest rola Beth w sequelu Halloween 6: Przekleństwo Michaela Myersa z 1995, gdzie wystąpiła u boku Donalda Pleasence.
O’Brien występowała również w serialach telewizyjnych, m.in. w Buffy: Postrach wampirów i Czarodziejki. 
W 1992 w wieku 21 lat, O’Brien wystąpiła jako modelka podczas sesji do albumu studyjnego Dirt amerykańskiego zespołu muzycznego Alice in Chains. Jej zdjęcie zostało wykorzystane jako okładka płyty. W tym samym roku pojawiła się na okładce singla wpół fikcyjnego zespołu Spinal Tap. 

## Wybrana filmografia
- 1995: Halloween 6: Przekleństwo Michaela Myersa – jako Beth
- 1996: Welcome Says the Angel – jako kelnerka w Toi
- 1998: Jakaś dziewczyna – jako kasjerka kasy oszczędnościowej
- 1999: Ekipa wyrzutków – jako Tiffany
- 1999: Być jak John Malkovich – jako dziewczyna wystraszona przez Malkovicha
- 1999: Brylanty – jako Tiffany
- 2001: Pięknie i jeszcze piękniej – jako gwiazda telewizji Kevina
- 2001: Puzzled – jako Alexandra Norton
- 2001: Terrorysta – jako zdesperowana kobieta